# Vážka hnědoskvrnná
Vážka hnědoskvrnná (Orthetrum brunneum) je druh vážky z podřádu šídel. Vyskytuje se v Asii, severní Africe a v jižní polovině Evropy (severněji už jen ostrůvkovitě). V celém Česku je to řídce se vyskytující druh. Je zapsaná v červeném seznamu ohrožených druhů bezobratlých ČR jako druh ohrožený.

## Popis

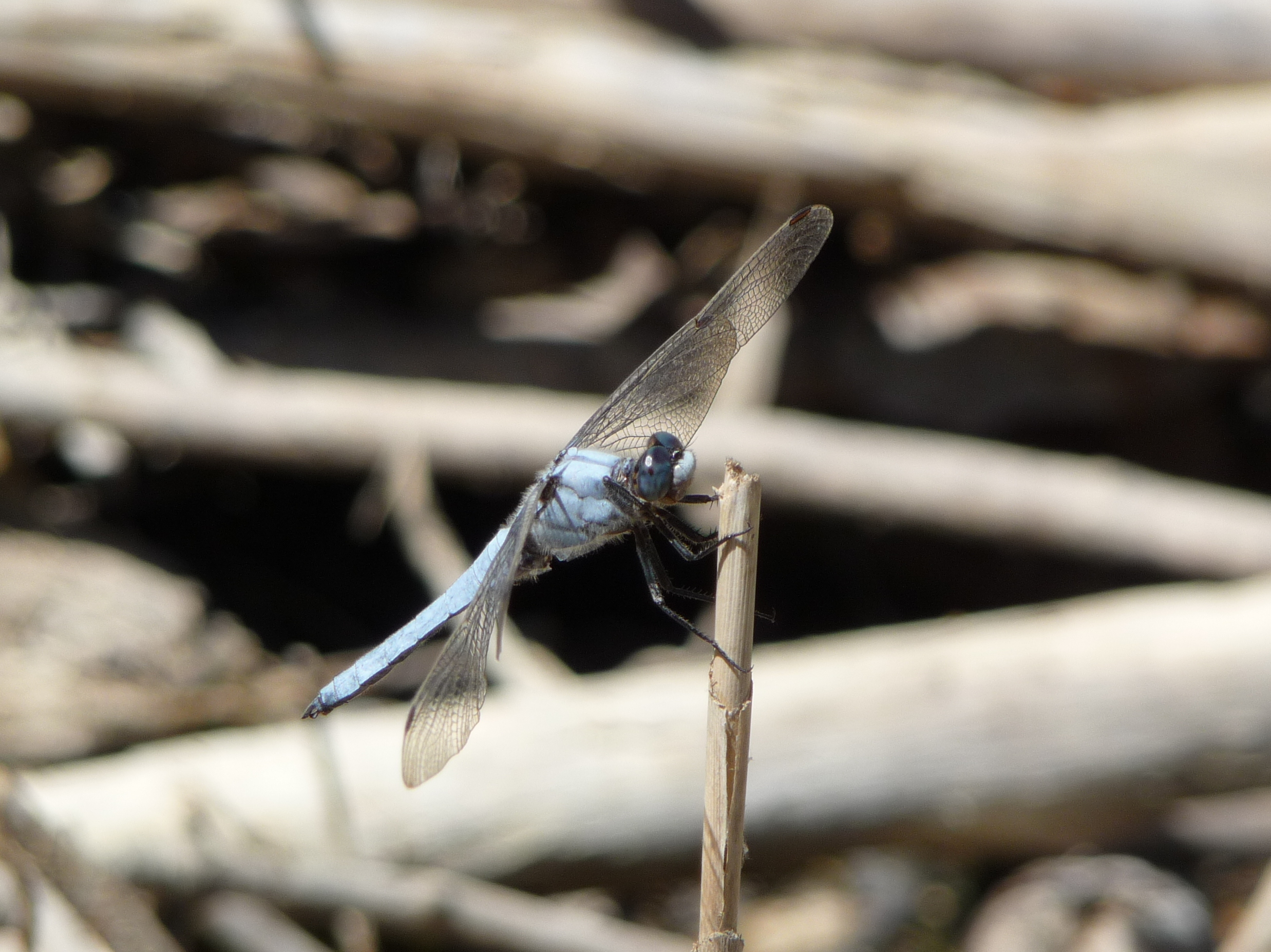
Čelo vážky hnědoskvrnné je bílé

Tělo vážky hnědoskvrnné má délku 41-45 mm. Zbarvení samečka a samičky je dost odlišné, dospělý sameček je celý světle modrý, zatímco samička je žlutohnědá. Oči se na temeni dotýkají v bodě. Na čele jsou sameček i samička zbarvení bíle (podobná vážka žlutoskvrnná je zde hnědá). Křídla jsou čirá s hnědou plamkou.
Nymfa (larva) je dlouhá až 20 mm. Má hustě ochlupené tělo a krátké nohy.

## Způsob života
Nymfy žijí v potocích s pomalým tokem, rybnících nebo jezerech. Je to typický pionýrský druh, vyskytující se jen v nížinách do 800 m n. m. Nymfa se vyvíjí jeden rok. Dospělci létají od června do poloviny září.